# 跨性別女性
跨性別女性，或譯跨女（英語：Transgender woman，或），也称为男跨女（英語：Male-to-Female，或; MTF），是指出生時指定性別為男性的女性。跨性别女性拥有女性性别认同，并可能会经历性别不安并且进行性别转换；该过程通常包括性别肯定激素治疗（GAHT），有时还包括性别肯定手术。正如顺性别女性一样，跨性别女性也可能拥有任何性取向。
跨性別女性这个術語並不可以與變性人女性或者药娘通用，儘管這兩種詞彙通常存在交互使用。「跨性別」是一個傘式術語，包括各种与指定性别不相同的族群，也包括变性人。
跨性别女性可能经历过性别不安，这是由于她们的性别认同与出生时被赋予的性别（以及相关的性别角色或主要和次要性别特征）之间的差异而带来的痛苦。
性别肯定疗法包括社会转变或医疗转变。社会转变可能包括更改姓名、发型、服装风格和/或与性别认同相关的代词。跨性别女性可能会进行性别转换。其中医疗性别转换通常包括女性化激素疗法，促使女性第二性征（乳房、体脂重新分布、腰臀比降低等）的发育。此外还可能包括一项或多项女性化性别肯定手术，包括阴道成形术（重建阴道）、嗓音女性化手术（提高声调）或面部女性化手术（使脸型和五官女性化）。激素疗法加上社会转变以及性别肯定手术三者结合可以减轻性别不安的痛苦。
跨性别女性在生活中各个方面面临严重歧视，其中包括就业、住房、就学等，并且面临身体暴力、性暴力以及仇恨犯罪。这包括来自伴侣的暴力。在美国，身为少数族裔的跨性别女性由于身处跨性别恐惧和种族歧视的交叉处，她们所遭受的歧视尤其严重。

## 术语
“跨性别”一词是一个伞状术语，囊括了所有性别认同或性别表达与出生时的指定性别不符的人。跨性别女性有时也被称作MtF（英语中male-to-female的缩写），指所有出生时被指定为男性，但认同并作为女性生活的人。
女性倾向跨性别者（英语：transfeminine）相比“跨性别女性”更为广泛，指所有以女性身份或性别表达为主的指定男性跨性别者。这当中包含了跨性别女性，也包括那些性别认同部分上是女性，但并非完全是女性的指定男性非二元性别人士。
药娘是中國大陸网络用語，指通过激素疗法来维持女性特征的跨性别女性。相比跨性别者或MtF而言，一些接受了激素疗法或性别肯定手术的年轻跨性别女性更喜欢被称作药娘。对于最終目的一般是通過性別重置手術獲得符合心理預期的身份并使取得合法身份的跨性别女性，该词可指進行性別重置手術前的過渡階段，即進行女性化激素疗法的階段。

### 在其他国家

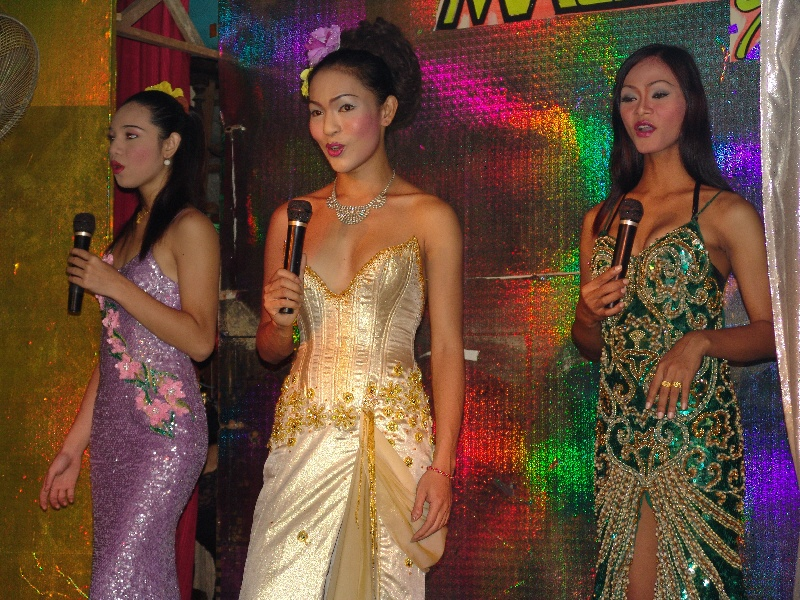
Kathoey在芭提雅表演

在一些拉美国家，单词travesti有时指出生时被指定为男性，但发展出女性性别认同的人。在该地区，“travesti”的使用早于“transgender”；它与“trans woman”的区别存在争议，且会因语境而异，有人认为它相当于“第三性别”。

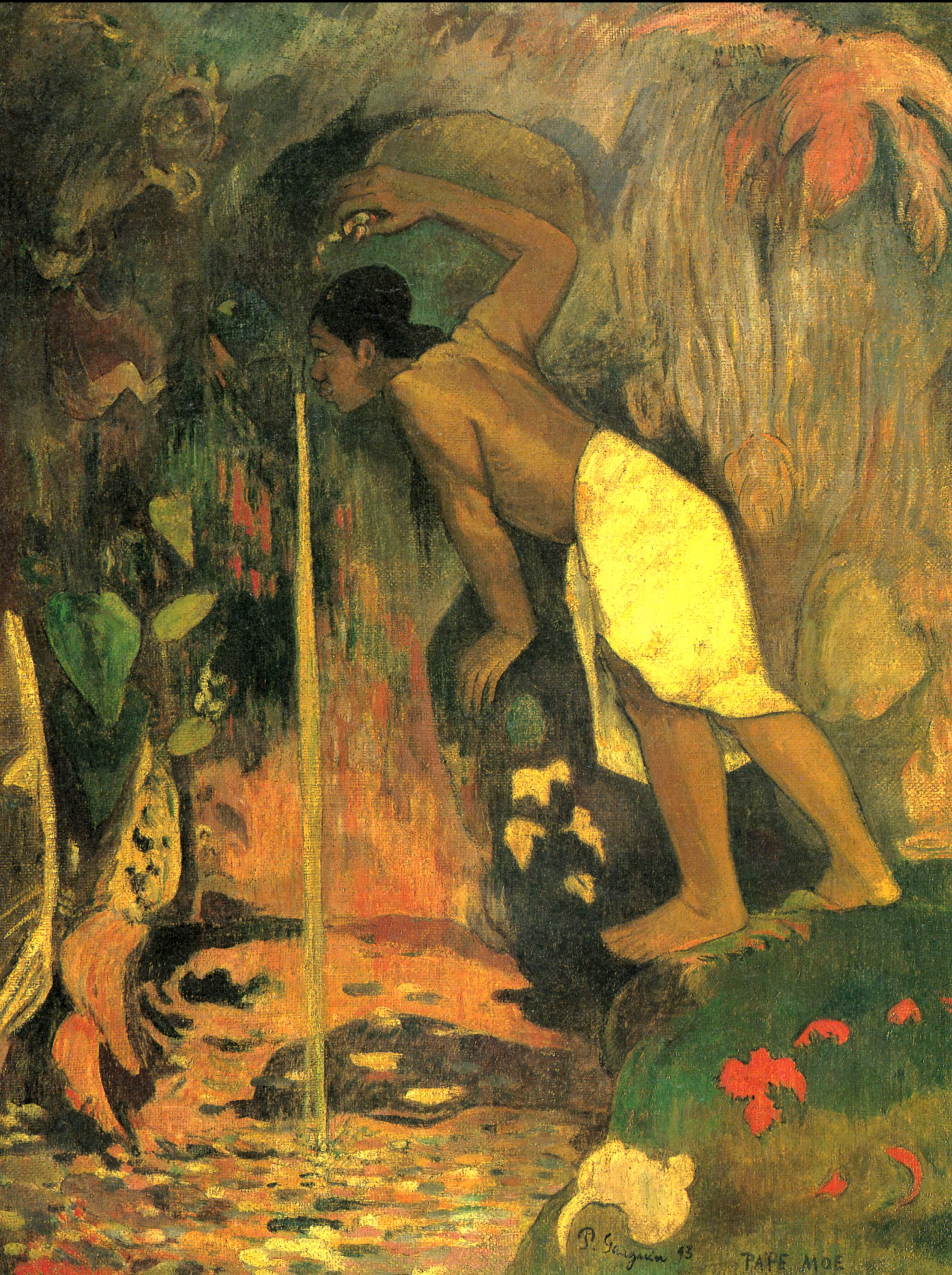
神秘的水（Papa Moe）一幅由Paul Gauguin于1893年绘制的油画，它描述了一个māhū在塔希提的瀑布里的喝水。

在泰国，kathoey指女性倾向跨性别者，尽管“跨性别”这个词一般很少用于指称这一群体。该词语有时被翻译为“女雄”。大部分泰国女性倾向跨性别者会指认自己为女性，或“另一种形式的女性（phuying praphet song）”。
在夏威夷族和塔希提人之间，māhū是具有第三性别精神和社会角色的人。该群体曾在历史上仅接受指派性别为男性的群体，但现在可指称很大范围的性别认同。该单词经常被用于贬义，类似于“人妖”。

## 性取向
跨性别女性的性取向非常不同且多样化。美国一項對大約3000名跨性別女性的調查顯示，只有23％自認為是異性戀，其中31％為雙性戀，29％為女同性戀，7％為無性戀，7％為酷兒（可能為尚未確定自己的性傾向，或自認性傾向流動，或作為拒絕標籤的一種態度），2％為“其他”。欧洲一项历时12个月的调查显示，欧洲跨性别女性中22%为异性恋，10%一般只喜欢男性，3%基本喜欢男性，9%为双性恋，7%基本喜欢女性，23%一般只喜欢女性，20%为女同性恋。意大利在2013年一项较小规模的研究显示，82%的跨性别女性为异性恋。
在一些對性別重置治療管理較嚴格的國家，存在跨性別女性為了獲得治療機會而偽裝性取向為異性戀（喜歡男性）的情況。
跨性別女同性戀（英語：Trans Lesbian），簡稱「跨拉」，即為出生時性別指定為男性；性別認同為女性，性向认同為女性向的女同性戀者。

### 性欲
在2008年的一项研究发现，跨性别女性和顺性别女性的性欲并没有统计学上显著的差异。就跟男性一樣，女性性慾被認為與血清睾酮水平相關但有爭議，但2008年的研究發現在跨性別女性中沒有這樣的相關性。2014年发表的另一项研究发现62.4%的跨性别女性在接受了性别重置疗法后性欲降低。

## 医疗护理

### 性别肯定疗法
对跨性别女性的性别肯定疗法包括女性化激素疗法、跨性别语音疗法和性别肯定手术（通常指阴道成形术，但也可能包括嗓音女性化手术、睾丸切除术、面部女性化手术、隆胸手术和外阴成形术）。

#### 女性化激素疗法
女性化激素疗法是一种激素疗法，旨在将人的第二性征从“男性化”转变为“女性化”。女性化激素疗法通常包含雌激素、抗雄激素、孕激素和GnRH类似物的混合用药，尽管大多数情况下使用的是雌激素配合抗雄激素。女性化激素疗法可以引起包括乳房发育、皮肤软化、身体脂肪重新分布至女性化脂肪分布、肌肉萎缩和情绪变化等影响。

#### 跨性别语音疗法
一些跨性别女性可能会尝试通过跨性别语音疗法来让自己的声音更女性化，因为激素治疗对跨性别女性的声音影响很小。嗓音训练（在跨性别的语境下）的目的通常是改变基本频率、共振频率和发声模式，使其更接近顺性别女性的声音。这可以通过嗓音训练或手术（包括嗓音女性化手术）来实现。多项研究表明，嗓音治疗通常可以提高患者的嗓音满意度，并增强听众对其女性声音的感知。

#### 性别肯定手术
跨性别女性在性别转换过程中可能会接受各种性别肯定手术。这些手术可能包括阴道成形术、外阴成形术、睾丸切除术、隆胸手术和面部女性化手术 。

### 生育能力
虽然这种关系尚未完全清楚，女性化激素疗法似乎会降低产生精子的能力。研究表明，长期接受激素治疗的个体的总精子数量比未接受激素治疗的男性要低。停止激素替代疗法与生育能力的恢复有关。
把睾丸塞入体内会导致睾丸温度升高，精子质量下降，从而导致精子过早死亡。
跨性别女性可以选择自慰或睾丸精子提取进而通过精液冷冻贮藏进行生育力保存。

## 處境

### 歧视
跨性別女性和其他所有跨性别者和非常規性別人士一样，面臨着歧視和恐跨等巨大的困难:8。这其中那些不能“过关”，不被视为顺性别者的人所面临的困难则更为艰巨。威廉姆斯研究所2015年的一项调查中，27,715名跨性别受访者中，不被家庭接受的人中有52%的人曾尝试自杀，而在调查的前一年中有64.9%的人曾遭到身体攻击。
一項基於約3000個在美國生活的跨性別女性的社會調查的總結報告“全國跨性別歧視調查報告”，顯示跨性別女性：
- 36％的人因其性別認知因素而失業。
- 55％的人在租屋時受到歧視。
- 29％的人被剝奪了升遷機會。
- 25％被拒絕醫療護理。
- 60％的跨性別女性已無家可歸
- 當展示與自己的性別不一致的身份證件時，33％的人曾受到騷擾，3％的人曾被毆打。
- 20％的人曾遭到警察的騷擾，6％的人遭到過軍警的暴力侵害，3％遭到過軍警的性侵。 25％曾被普遍視為不敬於警察。
- 處在關押狀態的跨性別女性，40％曾被囚犯騷擾，38％曾被工作人員騷擾。 21％的人曾被毆打，20％曾被性侵。

美国全国反暴力计划联盟（American National Coalition of Anti-Violence Programs）关于2010年发生的针对LGBTQ的暴力的调查报告发现，27名因其LGBTQ身份遭到谋杀的人中，44%是跨性别女性。非白人跨性别女性因身处种族歧视和跨性别恐惧的交叉，她们遭受的歧视尤其严重。例如，混血、拉丁裔、非裔和美国原住民跨性别女性在监狱中遭受性侵犯的可能性是白人跨性别女性的两至三倍以上。
朱莉亚·塞拉诺在她Whipping Girl一书中，将跨性别女性所遭受的独特歧视称为“厌跨女症”。

### 医疗

#### 激素治疗
跨性别女性普遍需要激素治疗，但在一些国家和地区获取包括激素治疗在内的跨性别医疗非常困难。北京同志组织2017年一份报告称其2060名受访跨性别者中，62%的人有激素治疗的需求，其中跨性别女性有激素治疗需求的比例为88%，高于跨性别男性和性别酷儿；可这部分人中有71%的人认为获得安全、可靠的激素类药物并在医生指导下科学地进行激素治疗是“困难”、“非常困难”或“几乎不可能”的。调查中接近50%有激素治疗需求的跨性别者从未获得任何激素治疗。因此相当一部分跨性别者会采取非正规途径获取相关激素类药物。2017年调查时受访者中66%的人通过网络药店获取过激素类药物。2022年12月1日，中国药监局正式禁止网络销售环丙孕酮、雌二醇等女性化激素疗法最基本的药物。激素药物获取的困难不仅限于中国。BBC于2020年报道称英国一部分跨性别者需要等候三年才能和性别认同诊所的医生第一次会面。

#### 性别肯定手术
北京同志组织2017年的调查发现，51%的跨性别者有性別肯定手術的需求，其中跨性别女性有手术需求的达77.8%，高于有手术需求的跨性别男性和性别酷儿的比例。但有此需求的跨性别者当中总体仅有14.8%的人接受过性别肯定手术；这是由于在中国获取手术的阻碍十分巨大。

## 媒体中的跨性别女性
在21世纪以前，电视、电影、新闻以及其他形式的媒体中的跨性别代表人物很少。早期主流媒体对于跨性别女性的现实和虚构描述几乎总是依赖于常见的桥段和刻板印象。不过，随着跨性别权益运动的发展，媒体中对于跨性别者的描绘也随之变得更普遍和正面。例如，金星（中国舞蹈家）、沃卓斯基姐妹（导演《黑客帝国》三部曲）、杭特·薛佛（出演HBO影集高校十八禁）、金·彼特拉斯（德国歌手）等人都是21世纪知名的跨性别女演员或明星。
- 金星
- 杭特·薛佛
- 金·彼特拉斯
- 拉娜·沃卓斯基
- 莉莉·艾尔伯
- 拉薇安·考克斯
- ContraPoints
- 克里斯汀·乔根森（英语：Christine Jorgensen）
- La Veneno
- 洁丝·詹宁斯
- 苏菲（英语：Sophie (musician)）苏菲
- 劳拉·简·格雷斯（英语：Laura Jane Grace）
- 西尔维亚·里维拉（英语：Sylvia Rivera）
- 阿比盖尔·索恩（英语：Abigail Thorn）

### 文本注释
1. ↑  早期亦有稱Male Lesbian[29]